# Michel de Maule
Les Éditions Michel de Maule TUM sont une maison d'édition française fondée en 1987 par Thierry de La Croix,

## Historique
Le catalogue contient des auteurs très variés, tel Jean-Emmanuel Ducoin, rédacteur en chef de L'Humanité, pour un recueil de chroniques (Notes d’humanité(s)) en 2007, ou pour son livre Tour de France, une belle histoire, en 2008, et l’archiduchesse Catharina de Habsbourg, qui publie en 2006 Ces Autrichiennes nées pour régner.
Son éclectisme ne doit pas cacher des fidélités à l’école française de philosophie des années 1980, publiant dès 1988 un livre phare écrit par deux jeunes philosophes promis à un bel avenir : Éric Alliez, Senior Fellow à l’Université de Londres, et Isabelle Stengers, professeur à l’Université libre de Bruxelles : Contre-temps, les pouvoirs de l’argent.

## Sources et références
1. ↑  http://www.presseedition.fr/questions_thierry_de_la_croix_editeur_fondateur_des_editions_mich_P_AA_R_0_A_7570_.html Sur Presse Édition le 09/03/2011
2. ↑  « identité, chiffre d'affaires, résultat de TUM », sur www.societe.com (consulté le 28 juin 2019)